# Diomys crumpi
Diomys crumpi је врста глодара из породице мишева (Muridae).

## Распрострањење
Врста има станиште у Индији и Непалу.

## Станиште
Станиште врсте су шуме.

## Угроженост
Подаци о распрострањености ове врсте су недовољни.